# Een kwestie van verf
Een kwestie van verf is een hoorspel naar het verhaal The Adventure of the Retired Colourman (1926) van Sir Arthur Conan Doyle. Het werd bewerkt door Thomas Ulrich en de AVRO zond het uit op dinsdag 5 februari 1974, van 20:30 uur tot 20:55 uur. De regisseur was Jacques Besançon.

## Rolbezetting
- Eric Schneider (Sherlock Holmes)
- Johan Sirag (Watson)
- Paul Brandenburg (Barker)
- Dick Swidde (Amberley)
- Brûni Heinke (Mrs. Hudson)
- Joop van der Donk (dominee Elman)
- Paul van der Lek (MacKinnon)

## Inhoud
Josiah Amberley, een  voormalig verkoper van verf, komt Holmes melden dat zijn vrouw verdwenen is, met al zijn geld. Ze was twintig jaar jonger dan hij en raakte intiem bevriend met de man met wie hij vaak schaakte, Dr. Ray Ernest…